# El agente de la Continental (relatos)
El agente de la Continental es una recopilación de relatos protagonizados por el personaje denominado del mismo modo y creado por Dashiell Hammett, con el que inauguraría el hard boiled. 
Fueron publicadas por primera vez en la revista pulp Black Mask.

## Relatos
- "La décima pista" ("The Tenth Clew"; aparecida en Black Mask el 1 de enero de 1924)
- "La Herradura Dorada" ("The Golden Horseshoe"; aparecida en Black Mask en noviembre de 1924)
- "La casa de la calle Turk" ("The House in Turk Street"; aparecida en Black Mask el 15 de abril de 1924)
- "La muchacha de los ojos de plata" ("The Girl with Silver Eyes"; aparecida en Black Mask en junio de 1924)
- "El Menda" ("The Whosis Kid"; aparecida en Black Mask en marzo de 1925)
- "La muerte de Main" ("The Main Death"; aparecida en Black Mask en junio de 1927)
- "El crimen de Farewell" ("The Farewell Murder"; aparecida en Black Mask en febrero de 1930)